# کمربند سیاه (منطقه آلاباما)

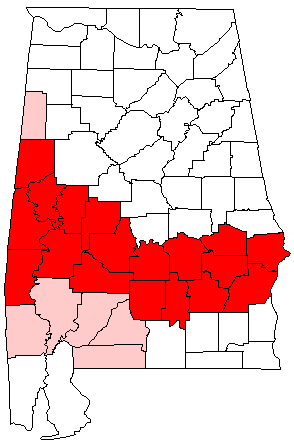
نقشه منطقه کمربند سیاه آلاباما. شهرستان‌هایی که با رنگ قرمز مشخص شده‌اند، از نظر تاریخی بخشی از منطقه کمربند سیاه محسوب می‌شوند. شهرستان‌هایی که با رنگ صورتی مشخص شده‌اند، گاهی اوقات بخشی از منطقه محسوب می‌شوند.

کمربند سیاه منطقه‌ای در ایالت آلابامای آمریکا است. این اصطلاح در ابتدا به خاک غنی و سیاه منطقه اشاره داشت، بخشی عمده از آن در ردهٔ خاک‌شناسی ورتیسول‌ها قرار می‌گیرد. این واژه در قرن نوزدهم معنایی ثانویه یافت، هنگامی که منطقه برای کشاورزی مزارع پنبه توسعه یافت؛ در این مزارع، نیروی کار عمدتاً از آفریقایی‌تباران برده بود.
پس از جنگ داخلی آمریکا، بسیاری از بردگان آزادشده در منطقه باقی ماندند و به‌عنوان زارع اشتراکی یا کشاورز اجاره‌کار مشغول به کار شدند. آن‌ها در بسیاری از شهرستان‌های این منطقه همچنان اکثریت جمعیت را تشکیل می‌دادند.
جغرافیای طبیعی «کمربند سیاه» به منطقه‌ای بسیار گسترده‌تر از جنوب ایالات متحده اشاره دارد که از ایالت دلاویر تا تگزاس امتداد دارد؛ اما کانون آن در نواحی مرتفع ایالت‌های جورجیا، آلاباما، می‌سی‌سی‌پی و لوئیزیانا است.
در دوران پیش از جنگ داخلی آمریکا (عصر آنتبلوم) و دورهٔ جیم کرو، نخبگان سفیدپوست منطقهٔ کمربند سیاه بر سیاست ایالت آلاباما سلطه داشتند—و این روند تا دههٔ ۱۹۶۰ ادامه یافت و تا به امروز نیز به‌نوعی تداوم یافته است. همچون دیگر ایالت‌های جنوبی، قوهٔ مقننهٔ ایالت آلاباما که در اختیار سفیدپوستان بود، قوانینی و حتی قانون اساسی‌ای را به تصویب رساند که موانعی برای ثبت‌نام رأی‌دهندگان ایجاد می‌کرد؛ و در عمل، بیشتر سیاه‌پوستان و بسیاری از سفیدپوستان فقیر را از حق رأی محروم می‌ساخت.
افزون بر این، قوهٔ مقننهٔ ایالت آلاباما پس از سال ۱۹۰۱ هیچ‌گونه بازتقسیم حوزه‌های انتخاباتی کنگره یا قانون‌گذاری ایالتی انجام نداد تا اینکه در دههٔ ۱۹۶۰ و به‌دستور دیوان عالی ایالات متحده ناگزیر به این کار شد. در این مدت، نخبگان سفیدپوست روستایی همچنان بر سیاست ایالتی مسلط بودند، حتی با وجود رشد شهرهای صنعتی‌شده و شهری مانند بیرمنگام.
شهر مونتگُمری—بزرگ‌ترین شهر کمربند سیاه—از سال ۱۸۴۶ پایتخت ایالت آلاباماست. مونتگمری، سلما و دیگر بخش‌های کمربند سیاه در دورهٔ جنبش حقوق مدنی (حدود سال‌های ۱۹۵۴ تا ۱۹۶۸) از مراکز برجستهٔ فعالیت اجتماعی و سیاسی آفریقایی‌تباران بودند.
از زمانی که جمعیت سیاه‌پوست آمریکا با قانون حق رأی سال ۱۹۶۵ دوباره امکان استفاده از حق رأی خود را به‌دست‌آورد، آن‌ها عمدتاً از نامزدهای حزب دموکرات حمایت کرده‌اند. این روند در تضاد با مناطق عمدتاً سفیدپوست ایالت است؛ جایی که از اواخر قرن بیستم، محافظه‌کاران به‌طور گسترده‌ای از حزب دموکرات به حزب جمهوری‌خواه گرایش یافته‌اند.
منطقه میراث ملی کمربند سیاه آلاباما در سال ۲۰۲۲ در قانون منطقه میراث ملی تأسیس شد، که در ۶ ژانویه ۲۰۲۳ توسط رئیس‌جمهور جو بایدن به امضا رسید.ناحیهٔ میراث ملی کمربند سیاه در سال ۲۰۲۲ با تصویب قانون نواحی میراث ملی ایجاد شد و در ۶ ژانویهٔ ۲۰۲۳ با امضای رئیس‌جمهور جو بایدن رسمیت یافت. هدف آن حفاظت از مکان‌های تاریخی مرتبط با تاریخ سیاه‌پوستان آمریکا و جنبش حقوق مدنی، و نیز تقویت گردشگری در ۱۹ شهرستان این منطقه است.

## زمین‌شناسی
زیرساخت زمین‌شناختی منطقهٔ کمربند سیاه از لایه‌ای نازک از خاک سیاه و حاصلخیز تشکیل شده که بر روی بستر سنگ گچ‌مانند گروه سلما (Selma Group) قرار گرفته است—واحدی زمین‌شناسی که قدمت آن به دورهٔ کرتاسه بازمی‌گردد.

## تاریخچه

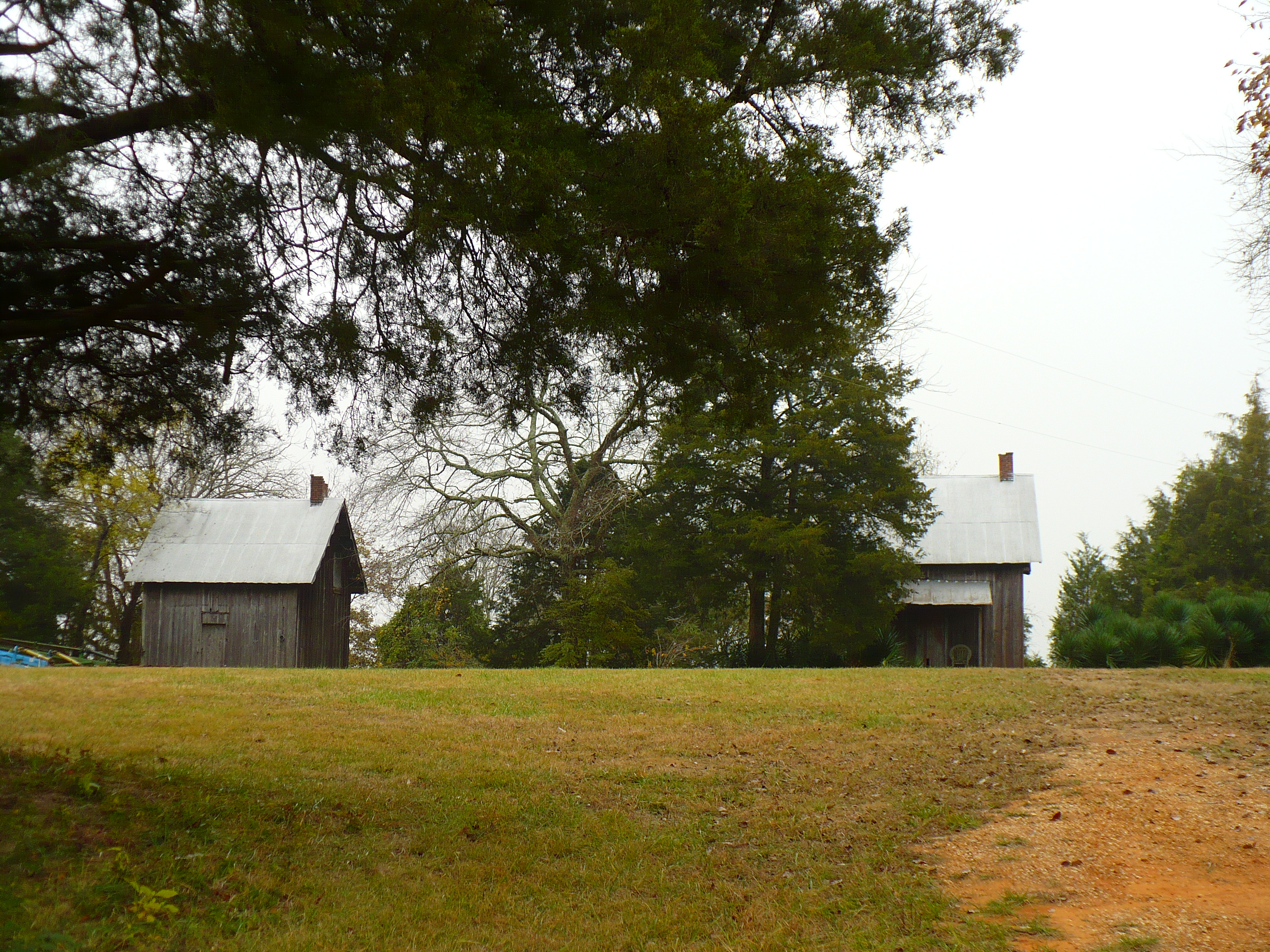
کلبه‌های سابق بردگان در مزرعه فانزدیل در شهرستان مارنگو.

در نبود منابع آبی مطمئن، نخستین مهاجران از کشاورزی در خاک سیاه این ناحیه پرهیز می‌کردند—تا زمانی که کشف شد می‌توان با حفر چاه‌های آرتزینی عمیق، آب مورد نیاز مردم، دام‌ها و محصولات کشاورزی را تأمین کرد.
از دههٔ ۱۸۳۰، پس از کوچ اجباری بومیان آمریکا (Indian Removal)، مزارع پنبه‌ای ایجاد شدند که این محصول را به کالای اصلی و منبع بزرگ ثروت آلاباما تبدیل کردند. پیش از جنگ داخلی آمریکا، این مزارع با نیروی کار هزاران بردهٔ آفریقایی‌تبار اداره می‌شدند. منطقهٔ کمربند سیاه، از نظر تراکم جمعیت، بالاترین میزان را در میان نواحی ایالت داشت و اکثریت آن را جمعیت سیاه‌پوست تشکیل می‌داد.
طبقهٔ زمین‌دار سفیدپوست و نمایندگان منتخب آن‌ها در منطقهٔ کمربند سیاه، در دوران شکوفایی کشت پنبه، قدرت سیاسی چشمگیری در مجلس ایالتی آلاباما به‌دست آوردند. این نخبگان روستایی، سلطهٔ خود را حتی در دوره‌ای که ایالت به‌سمت شهرنشینی و صنعتی‌شدن حرکت کرد، حفظ کردند.
از سال ۱۹۰۱ تا ۱۹۷۲، مجلس ایالتی هیچ بازتقسیمی برای تطبیق با تغییرات جمعیتی و رشد شهرها انجام نداد—تا اینکه در پی پرونده‌هایی مهم در زمینهٔ تقسیم عادلانهٔ حوزه‌ها، نظیر *Baker v. Carr* (۱۹۶۴)، دادگاه فدرال دستور به اصلاح داد. شهر بیرمنگام، به‌عنوان بزرگ‌ترین و صنعتی‌ترین شهر آلاباما، یکی از مناطقی بود که ساکنانش—چه سیاه‌پوست و چه سفیدپوست—برای دهه‌ها در مجلس ایالتی نمایندگی مناسبی نداشتند.